# Boston Marathon 1962
De Boston Marathon 1962 werd gelopen op donderdag 19 april 1962. Het was de 66e editie van de Boston Marathon. In totaal finishten er 113 mannen bij deze wedstrijd. Aan deze wedstrijd mochten geen vrouwen deelnemen. De Fin Eino Oksanen kwam als eerste over de streep in 2:23.48.

## Uitslag
| rang   | naam                   | land | tijd    |
| ------ | ---------------------- | ---- | ------- |
| Goud   | Eino Oksanen           | FIN  | 2:23.48 |
| Zilver | Paavo-Kalervo Pystynen | FIN  | 2:24.58 |
| Brons  | Alex Breckenridge      | USA  | 2:27.17 |
| 4      | John J. Kelley         | USA  | 2:28.37 |
| 5      | Orville Atkins         | CAN  | 2:31.49 |
| 6      | Erki Kaunitso          | USA  | 2:32.26 |
| 7      | George Terry           | USA  | 2:32.48 |
| 8      | Allen Hull Jr.         | USA  | 2:33.01 |
| 9      | Richard Haines         | USA  | 2:33.39 |
| 10     | Larry Damon            | USA  | 2:34.05 |

1897 ·
1898 ·
1899 ·
1900 ·
1901 ·
1902 ·
1903 ·
1904 ·
1905 ·
1906 ·
1907 ·
1908 ·
1909 ·
1910 ·
1911 ·
1912 ·
1913 ·
1914 ·
1915 ·
1916 ·
1917 ·
1918 ·
1919 ·
1920 ·
1921 ·
1922 ·
1923 ·
1924 ·
1925 ·
1926 ·
1927 ·
1928 ·
1929 ·
1930 ·
1931 ·
1932 ·
1933 ·
1934 ·
1935 ·
1936 ·
1937 ·
1938 ·
1939 ·
1940 ·
1941 ·
1942 ·
1943 ·
1944 ·
1945 ·
1946 ·
1947 ·
1948 ·
1949 ·
1950 ·
1951 ·
1952 ·
1953 ·
1954 ·
1955 ·
1956 ·
1957 ·
1958 ·
1959 ·
1960 ·
1961 ·
1962 ·
1963 ·
1964 ·
1965 ·
1966 ·
1967 ·
1968 ·
1969 ·
1970 ·
1971 ·
1972 ·
1973 ·
1974 ·
1975 ·
1976 ·
1977 ·
1978 ·
1979 ·
1980 ·
1981 ·
1982 ·
1983 ·
1984 ·
1985 ·
1986 ·
1987 ·
1988 ·
1989 ·
1990 ·
1991 ·
1992 ·
1993 ·
1994 ·
1995 ·
1996 ·
1997 ·
1998 ·
1999 ·
2000 ·
2001 ·
2002 ·
2003 ·
2004 ·
2005 ·
2006 ·
2007 ·
2008 ·
2009 ·
2010 ·
2011 ·
2012 ·
2013 ·
2014 ·
2015 ·
2016 ·
2017 ·
2018 ·
2019 ·
2020 ·
2021 ·
2022